# Božo Kovačević (piłkarz)
Božo Kovačević (ur. 24 grudnia 1979 w Wiedniu) – austriacki piłkarz pochodzenia serbskiego występujący na pozycji pomocnika. Zawodnik klubu ASKÖ Oedt.

## Kariera klubowa
Kovačević treningi rozpoczął w 1990 roku w klubie Landstraßer AC. W 1994 roku przeszedł do juniorów Austrii Wiedeń, a w 1999 roku został włączony do jej pierwszej drużyny grającej w austriackiej Bundeslidze. Zadebiutował w niej 22 kwietnia 2000 roku w przegranym 1:2 pojedynku z Austrią Salzburg. Sezon 2001/2002 spędził na wypożyczeniu w drugoligowym klubie SC Untersiebenbrunn.
W 2002 roku podpisał kontrakt z zespołem SV Pasching z Bundesligi. Pierwszy ligowy mecz zaliczył tam 10 lipca 2002 roku przeciwko FC Kärnten (2:0). 24 lipca 2002 roku w wygranym 1:0 spotkaniu z Austrią Salzburg strzelił pierwszego gola w Bundeslidze. W Paschingu spędził 4,5 roku.
W styczniu 2007 roku Kovačević odszedł do ekipy SV Ried, także grającej w Bundeslidze. Zadebiutował tam 24 lutego 2007 roku w zremisowanym 1:1 pojedynku ze Sturmem Graz. Po 2,5 roku przeszedł do drużyny FC Pasching (Regionalliga Ost), a w 2010 roku został graczem klubu Vorwärts Steyr z drugiej ligi.

## Kariera reprezentacyjna
W reprezentacji Austrii Kovačević zadebiutował 12 października 2002 roku w wygranym 2:0 meczu eliminacji Mistrzostw Europy 2004 z Białorusią. W latach 2002–2006 w drużynie narodowej rozegrał w sumie 7 spotkań.